# Сен-Гуэно
Сен-Гуэно́ (фр. Saint-Gouéno, брет. Sant-Gouenoù) — коммуна во Франции, находится в регионе Бретань. Департамент — Кот-д’Армор. Входит в состав кантона Коллине. Округ коммуны — Динан.
Код INSEE коммуны — 22297.

## География
Коммуна расположена приблизительно в 370 км к западу от Парижа, в 70 км западнее Ренна, в 31 км к юго-востоку от Сен-Бриё.

## Население
Население коммуны на 2008 год составляло 652 человека.
| 1962 | 1968 | 1975 | 1982 | 1990 | 1999 | 2008 |
| ---- | ---- | ---- | ---- | ---- | ---- | ---- |
| 1023 | 901  | 831  | 751  | 721  | 640  | 652  |

## Администрация
| Период | Период | Фамилия          | Партия                  | Примечания |
| ------ | ------ | ---------------- | ----------------------- | ---------- |
| 1925   | 1966   | Эжен Луай        |                         |            |
| 1966   | 1980   | Жан-Батист Латуш |                         |            |
| 1980   | 1987   | Огюстен Эвен     |                         |            |
| 1987   | 2001   | Люсьен Эньель    |                         |            |
| 2001   | 2014   | Жакки Эньель     | Социалистическая партия |            |

## Экономика
В 2007 году среди 399 человек в трудоспособном возрасте (15—64 лет) 281 были экономически активными, 118 — неактивными (показатель активности — 70,4 %, в 1999 году было 73,7 %). Из 281 активных работали 261 человек (138 мужчин и 123 женщины), безработных было 20 (8 мужчин и 12 женщин). Среди 118 неактивных 33 человека были учениками или студентами, 53 — пенсионерами, 32 были неактивными по другим причинам.

## Достопримечательности
- Церковь Сен-Гуэно (1862 год)
  - Крест, носимый в крестном ходе (XVII век). Высота — 94 см; ширина — 51 см, изготовлен из золота. Исторический памятник с 1964 года[3]
  - Кадило (XVIII век). Высота — 26 см; диаметр — 10 см, изготовлен из золота. Исторический памятник с 1964 года[4]
- Часовня Нотр-Дам (1893—1908 годы)

## Фотогалерея
- Сен-Гуэно
- Радиопередающая мачта
- Карта коммуны